# Сан-Себастьян
Сан-Себастья́н (ісп. San Sebastián), або Доностія (баск. Donostia) — місто й муніципалітет на півночі Іспанії, у Країні Басків, адміністративний центр провінції Гіпускоа. Місто розташоване на узбережжі Біскайської затоки і в безпосередній близькості до кордону з Францією. Населення — 188 743 осіб (2023). Це головна агломерація баскського міста Байонна-Сан-Себастьян, міської агломерації з більш ніж 620 000 жителів.
Основними видами економічної діяльності міста є торгівля та туризм. Сан-Себастьян є одним із найважливіших туристичних напрямків як для іспанців, так і для іноземців. Британське видання The Guardian обрало Сан-Себастьян як одне з п'яти найкращих міст світу для літнього відпочинку разом із такими містами, як Берлін, Стокгольм, Нью-Йорк та Амстердам.
Його ландшафт, де домінує затока Ла-Конча, а також його сучасний архітектурний розвиток, який розпочався в другій половині XIX століття, сформував місто у французькому стилі, сприяв розвитку туристичної діяльності в європейському масштабі. Усе це разом із міжнародними подіями, такими як «Міжнародний кінофестиваль у Сан-Себастьяні», «Джазовий фестиваль у Сан-Себастьяні», «Музичні два тижні» чи «Фестиваль фільмів жахів», надало місту значимість і привабливість, незважаючи на його невеликий розмір. У 2016 році він був культурною столицею Європи разом із польським Вроцлавом.

## Географія
Сан-Себастьян розташований на березі Кантабрійського моря (Біскайської затоки) та має кілька пляжів, найвідомішим з яких є Ла-Конча в однойменній бухті) й невеликий порт, захищений горою Ургуй (Monte Urgull). У муніципалітеті є й інші гори, як прибережні, так і внутрішні миси, з найвищою вершиною Урдабуру (599 метрів), в однойменному ексклаві, хоча вершина не належить до муніципалітету. Максимальна висота муніципалітету приблизно 585 метрів, вимірюється на південній стороні тієї ж гори, поблизу вершини. Хоча рельєф різаний, є деякі плоскі ділянки певного розміру в долинах і рівнинах, де сконцентрована велика частка міст.

## Топонімія
Сан-Себастьян має різні назви:
- Святий Себастьян

Це офіційна назва іспанською мовою. Його походження пов'язане з монастирем, освяченим на честь Святого Себастьяна, який знаходився на нинішньому місці палацу Мірамар, поруч із районом Ель-Антігуо. Середньовічне місто було засноване наваррським королем Санчо ель Сабіо близько 1180 року поблизу монастиря, і він встановив у міській хартії, що місто має назву Сан-Себастьян із цієї причини. Оскільки документ був написаний латинською мовою, згадане ім'я — це ім'я лат. Sanctus Sebastianus, яке розвивалося аж до отримання імені Сан-Себастьян. Воно було офіційною назвою міста до 1980 року. Це найвідоміша назва міста, від якої походять назви іншими мовами. Таким чином, звичайне найменування у французькій мові — фр. Saint-Sébastien, а в англійській — англ. Saint Sebastian, без наголосу на «а» та вираженого акцентування складів. Ім'я іспанською мовою зазвичай скорочується Sn. Sn., S. S. (правильні форми), Sn.Sn., S.S., SnSn або SS (SS — абревіатура, яка була на іспанських реєстраційних номерах автомобілів, зареєстрованих у провінції Гіпускоа, доки система не була змінена в 2000 році).
- Доностія

Це офіційна назва баскською мовою. Згідно з найбільш прийнятною теорією, це форма, яка походить від старого баскського імені святого покровителя Доне (лат. Domine) Себастьяна, так само, як баскські форми Donibane (Святий Іван), Doneztebe (Святий Себастьян) або Донеджакуе (Сантьяго) виникла і нинішня форма, що була створена за допомогою наступних кроків, як пояснив Колдо Мітчелена, видатний лінгвіст, понад півстоліття тому у своїй книзі «Прізвища Басків» 1953 року: «…баскська назва Сан-Себастьяна, еволюція якого приблизно була б Donasa(b)astiai, Donasastia, Donastia, Donostia». Не слід забувати, що баскською Donosti вживається ще у двох згадках про цього святого: скит Сан-Себастьяна (баскською Jaun Donosti) в Орендайні та інший напівзруйнований однойменний будинок в Арано. Інша теорія походить від латинської назви: Domine (Saint) Ostium («Остія», «порт»). Або, що те ж саме, «володар порту», натякаючи на Себастьяна Мартіра. У будь-якому випадку, перша письмова згадка про цю назву в Басконії датується XVI-м століттям Хуаном Пересом де Лазаррагою з Алава: «Donostiako San Frantziskuan / Hacean gizon soldadua». Доностія не була офіційною деномінацією до недавнього часу. хоча від нього походить назва мешканців міста, «доностіаррас», як іспанською, так і баскською.
- Доності

Це варіант Доностії. Баскський означений артикль однини (називний відмінок) — це суфікс -a, який додається до іменників і прикметників: etxea («будинок»), etxe handia («великий будинок»), хоча деякі іменники, як загальні, так і власні, мають правильне закінчення, наприклад «Араба», «Франція», «Іспанія», Доностія тощо. Однією з особливостей гіпускоанського діалекту є саме придушення органічного -a в деяких випадках відмінювання o, за яким слідують визначники . «Доності» є дуже поширеною назвою, особливо якщо говорять іспанською мовою.
- Доностія-Сан-Себастьян

Це була офіційна назва з 1980 по 2012 рік. Через відсутність соціального коріння та плутанину, яку породила ця складна назва, пленарне засідання міської ради за пропозицією міської влади одноголосно вирішило прийняти офіційну двомовну назву Доностія/Сан-Себастьян, щоб офіційно офіційно використовувати Доностію в комунікації баскською мовою та Сан-Себастьян для комунікації іспанською мовою.
- Ля Белла Оясо або Еасо

Ця назва виникла через вірування минулих століть, що давньоримське місто Оясо або Еасо було розташоване на місці сучасного Сан-Себастьяна. Демонім «easonense», який йде як культурний варіант слова Доностіарра і натепер не використовується, походить від цієї гіпотези. Недавні археологічні знахідки підтверджують, що стародавній Оясо був знайдений в Іруні, а не в Сан-Себастьяні. Як спадщина назви Еасо, код IATA для аеропорту Сан-Себастьяна — EAS.
- Ірутксуло

У перекладі з баскської означає «три ями», таку назву дали рибалки Сан-Себастьяну, оскільки з моря місто було видно як три входи або ями: один, що утворився між горою Ігельдо (Monte Igueldo) та островом Санта-Клара, та той, який розташований між Санта-Кларою та горою Ургуй, а також розташований між Ургуйєм та горою Улія.
- Сансе

Це розмовна і ласкаво-зменьшувальна форма, яка походить від Сан-Себастьян, також широко використовується жителями Сан-Себастьян-де-лос-Реєс, Мадридська громада.

## Історичні відомості
Розкопки, проведені в монастирі Санта-Тереза на схилах гори Ургуй, дали докази існування римських поселень (приблизно в діапазоні 50-200 рік) у нинішньому Старому місті Сан-Себастьяна. У цьому ж місці знайдені останки з X століття, тобто до заснування міста та перших письмових згадок про нього.
Хоча рік заснування міста невідомий, перша інформація міститься в документі 1014 року короля Навари Санчо I, згідно з яким монастир Сан-Себастьян передавався в руки абата Лейра та єпископа Памплони. Цей документ підтвердив у 1101 році король Наварри та Арагону Педро I. Перші письмові новини про Сан-Себастьян стосуються монастиря, розташованого в районі, який і сьогодні називається Сан-Себастьян Ель-Антігуо. Це місце спочатку було відоме, на думку деяких істориків, як Ізурум. Іспанський термін Сан-Себастьян і баскське слово Доностія етимологічно стосуються згаданого святого; у випадку баскської мови, від еволюції слова Дон (від лат. Domine) + Себастьян.
В XI—XII століттях монастир Сан-Себастьян Ель-Антігуо, водночас як духовний центр, був центром зароджуваного соціального та адміністративного життя населення цієї території, яке з часом, мало розвинутися в муніципалітет.
Сан-Себастьян заснував близько 1180 року Санчо VI, король Наварри, як морський порт країни. Його заселили гасконськомовні колонізатори. Проте з 1200 року місто завойоване і приєднано до Корони Кастилії королем Альфонсо VIII, ворогом Санчо. Традиційно прийнято вважати, що ця зміна від одного королівства до іншого відбулася шляхом переговорів або пакту. Однак, виходячи з перегляду історичних джерел, відомо, що Сан-Себастьян перейшов до Кастилії через військове завоювання. У будь-якому випадку, купці Сан-Себастьяну швидко звикли до змін, оскільки вони з порту невеликої держави Наварра без можливості територіального розширення, стали торгувати з порту-виходу до моря для кастильської монархії, набагато більшої, багатшої та сильнішої.
У 1248 році королі Кастилії вперше зробили ставку на військово-морські сили з Сан-Себастьяна, які взяли участь у виведенні з ладу мавританської ескадри та мосту Тріана (Puente de Isabel II), результатом чого стала капітуляція міста Севілья. У 1265 році Наварра здобула право використовувати місто як морський порт за шлюбним договором. Альфонсо VIII розпочав надання серії привілеїв, наданих Сан-Себастьяну, одні з яких мали на меті зберегти наваррський рух, а інші — зберегти привілейоване становище торговців із Сан-Себастьяну на іспанському ринку. Це процвітання давало змогу місту кожного разу відроджуватися після численних пожеж, які трапилися шість разів за два з чвертю століття.
Столітня війна, війни угруповань (Guerras de bandos) і рух Наварри у французькому напрямку з династичних міркувань призвели до серйозних наслідків для Сан-Себастьяна в другій половині XIV-го століття. Відбулося переміщення основних торговельних шляхів у бік Більбао, яке замінило Сан-Себастьян як центр комерційних перевезень. У січні 1489 року пожежа перетворила місто на попіл. Ця прикра подія була поштовхом для заміни дерев'яних будинків кам'яними. Ця пожежа стала останньою з середньовічних часів у Сан-Себастьяні.
З останньої чверті XV-го століття Сан-Себастьян пройшов шлях від торгового центру завдяки своєму стратегічному розташуванню до військового порту Пасаї, від комерційного міста до виконання функцій військово-морської бази. Ця нова роль Сан-Себастьяна як фортеці, відповідальної за зупинку нападів французів, дало початок місту, яке здобуло титули Благородного та Вірного. У період між католицькими монархами та Філіпа V, який тривав приблизно триста років, місто зазнало численних облог. Цей безперервний воєнний стан означав різке погіршення його економіки через витрати на укріплення, утримання гарнізону та постійне падінням морської торгівлі, яка з 1573 року погіршилася ще більше, оскільки Севілья придбала монополію на операції з Америкою.
Йому надано королем статус міста в 1662 році. До його заснування існували лише невеликі житлові райони в районі Антігуо, у Старому місті та в долині Урумеа, які повільно зростали до XV століття.
У 1719 році Сан-Себастьян був вперше взятий потужною французькою армією під командуванням герцога Бервікського, який виявив, що місто слабке укріпленнями та має невеликий гарнізон, якому не вистачає їжі та боєприпасів. Місто було окуповане гарнізоном із
2000 французьких солдатів до 25 серпня 1721 року, коли вони були евакуйовані згідно з Гаазьким договором.
Під час Війни за незалежність Сан-Себастьян був окупований у 1808 році наполеонівськими військами. Названий сувереном Іспанії Жозеф Бонапарт увійшов до Сан-Себастьяна 9 червня і проїхав вулицею Нарріка, де всі вікна були закриті. У червні 1813 року союзники — англо-португальські війська під прямим командуванням сера Томаса Грема (Thomas Graham) і генералісимуса герцога Веллінгтона, з сильним контингентом військ і зброї взяли в облогу місто. Після кількох днів інтенсивного бомбардування та першого невдалого штурму, останній штурм із застосуванням підрозділів фолорн гоуп відбувся 31 серпня через пролом, пробитий у стінах, що змусило французькі війська відступити до замку, де вони капітулювали 8 вересня. Загони союзників спалили місто вщент, попри антифранцузькі настрої мешканців міста. Залишилася лише одна неушкоджена вулиця, яка нині має назву «31 серпня». Війська також почали наступ на замок, а також на будівлі, розташовані на північ від Калле-де-ла-Тринідад (церкви Санта-Марія та Сан-Вісенте і монастирі Сан-Тельмо та Санта-Тереза).
Після війни зібрання найбільш впливових містян вирішило відбудувати місто на тому самому місці, проте з трохи зміненим розташуванням, але у тому ж стилі. Площа Конституції побудована 1817 року, а будинок уряду (теперішня бібліотека) між 1828 і 1832.
У 1823 році, під час вторгнення, відомого як «Сто тисяч синів Святого Людовіка» (Los Cien Mil Hijos de San Luis), незважаючи на поганий стан оборони, ще не повністю сформованої, місто вибрало опір проти французької абсолютистської армії. Замість формальної облоги було обрано сухопутну та морську блокаду, яка тривала з 9 квітня до 27 вересня, коли місто капітулювало.
У 1833 році британські добровольці захищали місто від нападу карлистів. Загиблі поховані на «Англійському цвинтарі» на пагорбі Ургулл.
Поділ Іспанського королівства на п'ятдесят дві провінції започаткував столицю в Сан-Себастьяні; до того часу це відбувалося по черзі між Сан-Себастьяном, Толосою, Аспеїтією та Аскоітією, залежно від того, де проводилися засідання правлінь і де проживав корегідор (представник короля в провінції). Після нового перенесення до Толоси (1844 рік) у 1854 році Сан-Себастьян був оголошений столицею провінції. Було вирішено скасувати митницю на Ебро та закрити Сан-Себастьян як порт, придатний для торгівлі з Америкою.
У провінції утворилися дві партії: карлісти та ліберали, останні були прихильниками Конституції. Обидві партії захищали фуеро, але різними способами. Сан-Себастьян обрав лібералізм на більшій частині сільської місцевості Гіпускоа.
У 1863 році, після інтенсивних дебатів, стіни міста, які обмежжували розширення міста, були знесені. 4 травня цього року під акорди маршу, спеціально створеного для такого заходу, був знятий перший камінь, який, по шматочках, був розподілений між гостями в першому ряду.
Сан-Себастьян змінив орієнтацію: як тільки його період як фортеці закінчився, він почав виконувати роль столиці провінції, розпочавши її розширення, відображене в плані Антоніо Кортасара щодо нового міста.
По смерті короля Іспанії Альфонса XII у 1885 році його вдова, королева-регент Марія Крістіна, щоліта переносила двір до Сан-Себастьяна, проживаючи в палаці Мірамар. Міська рада Сан-Себастьяну, на знак визнання її великої роботи на користь міста, призначила її почесним мером. Пізніше Енсанче Кортасар надав місту його нинішньої архітектурної привабливості. Будівництво Казино в 1887 році збільшило кількість відпочиваючих. Усі варті уваги будівлі в місті датуються цим етапом (окрім тих, які знаходяться в Старому місті, найстаріші), такі як Собор Буен-Пастора, Школа мистецтв і ремесел (теперішнє поштове відділення) та Інститут Пеньяфлорида (пізніше була зайнята Школою промислових інженерів, а сьогодні є Культурним центром Колдо Мітчелена), палац Мірамар, театр Вікторії Євгенії, готель Марії Крістіни, вілли на Пасео де Франсія або Північний вокзал, а також решта будинків у Романтичному районі, всі вони з яскраво вираженим французьким стилем, завдяки чому Сан-Себастьян отримав прізвисько «Маленький Париж» або «Париж Півдня».
У 1914 році та з початком Першої світової війни Сан-Себастьян став найбільш космополітичним містом Європи. У його казино побували такі люди як Мата Харі, Лев Троцький, Моріс Равель та багато інших. У Сан-Себастьяні виступала французька опереткова трупа, російські балети, оперні співаки та багато інших відомих артистів.
У 1930 році в місті відбулася зустріч республіканських політиків, яка отримала назву «Пакт Сан-Себастьяна», що мало велике значення в подальшому приході Другої Республіки 14 квітня 1931 року. Фактично перший республіканський уряд був сформований, значною мірою, ядром учасників «пакту». Вибір столиці Сан-Себастьяна був зумовлений, з одного боку, близькістю міста до Французької Республіки та тим фактом, що Сан-Себастьян був літньою столицею Верховного Суду. Фернандо Сасіяін, головуючий у Пакті, був мером Сан-Себастьяна під час Республіки.
На початку громадянської війни баскський націоналіст Телесфоро Монсон очолив Комісію громадського порядку, створену Радою оборони Гіпускоа, яка об'єднала баскських націоналістів, республіканців, комуністів і соціалістів. Після створення уряду Еускаді, 7 жовтня 1936 року, Телесфоро Монсон (Telesforo Monzón) також обіймав посаду міністра внутрішніх справ.
Невдовзі після початку громадянської війни в Іспанії 13 вересня 1936 року Сан-Себастьян потрапив до рук змовників. Диктатура зберегла Сан-Себастьян у ролі літньої столиці. У серпні з 1940 по 1975 роки диктатор Франсіско Франко жив у палаці Айєт (Palacio de Ayete), який, куплений міською радою, був запропонований йому. У той період тут проводилися засідання Ради міністрів Іспанії.
1953 року відбувся перший Міжнародний кінофестиваль у Сан-Себастьяні.

## Символи
Герб Сан-Себастьяна показує золоту бригантину з трьома палицями, срібними куточками, які супроводжуються срібними літерами SS, по одному в кожному кантоні, на блакитному полі, на хвилях лазурі та срібла. Срібна окантовка з написом «Вірністю, благородством і відданістю заслужена», написана соболиними літерами. До печатки королівської корони.
Прапор міста білий із синім кантоном у пропорції три частини завдовжки і дві завширшки. Він відповідає паролю морської провінції Сан-Себастьян.

## Районування міста
З 2003 року міська рада Сан-Себастьяна офіційно ділить місто на 17 районів:
- Альса(інші мови) (баскською мовою «Альца»). Це крайній східний район міста, який межує із сусіднім муніципалітетом Пасахес, і один з найбільш густонаселених районів Сан-Себастьяна.
- Амара Нуево (баскською мовою «Амара Беррі») (Amara Nuevo[es]). Головний житловий район міста, побудований шляхом розширення приблизно в 1960-х роках.
- Аньорга (Añorga[es]). Район, розташований на околиці Сан-Себастьяна, на півдорозі до муніципалітету Ласарте-Орія.
- Атегоррієта-Уля (Ategorrieta-Ulia[es]). Житловий район, який складається з великих вілл, у яких спочатку проживало заможне населення міста.
- Айете(інші мови) (баскською мовою «Aієте»). Визначний житловий мікрорайон, який розташований на невеликому пагорбі в центрі міста.
- Сентро(інші мови) (баскською мовою «Ердіалдіа»). Був створений у середині XIX століття після знесення стін у 1864 році. Центр Сан-Себастьяна порівнюється за архітектурою з Барселоною, Більбао чи Парижем.
- Егійя(інші мови) (баскською мовою «Егія»). Відокремлений від центру міста залізничними коліями, тут розташовано парк Крістіни Енеа та кладовище Полло.

## Клімат
Місто знаходиться в зоні, яка характеризується морським кліматом. Найтепліший місяць — серпень із середньою температурою 19.1 °C (66.4 °F). Найхолодніший місяць — січень, із середньою температурою 8.2 °С (46.8 °F).
| Клімат Сан-Себастьяна   | Клімат Сан-Себастьяна | Клімат Сан-Себастьяна | Клімат Сан-Себастьяна | Клімат Сан-Себастьяна | Клімат Сан-Себастьяна | Клімат Сан-Себастьяна | Клімат Сан-Себастьяна | Клімат Сан-Себастьяна | Клімат Сан-Себастьяна | Клімат Сан-Себастьяна | Клімат Сан-Себастьяна | Клімат Сан-Себастьяна | Клімат Сан-Себастьяна |
| Показник                | Січ.                  | Лют.                  | Бер.                  | Квіт.                 | Трав.                 | Черв.                 | Лип.                  | Серп.                 | Вер.                  | Жовт.                 | Лист.                 | Груд.                 | Рік                   |
| Абсолютний максимум, °C | 22                    | 26                    | 27                    | 28                    | 32                    | 36                    | 40                    | 37                    | 35                    | 32                    | 27                    | 27                    | 40                    |
| Середній максимум, °C   | 10,8                  | 11,6                  | 12,8                  | 13,8                  | 17,1                  | 19,3                  | 21,6                  | 22,2                  | 21                    | 18                    | 13,8                  | 11,8                  | 16,2                  |
| Середня температура, °C | 8,2                   | 8,8                   | 9,7                   | 10,7                  | 13,8                  | 16,2                  | 18,6                  | 19,1                  | 17,7                  | 14,9                  | 11,1                  | 9,3                   | 13,2                  |
| Середній мінімум, °C    | 5,5                   | 6                     | 6,6                   | 7,6                   | 10,5                  | 13,1                  | 15,5                  | 16,1                  | 14,4                  | 11,9                  | 8,3                   | 6,7                   | 10,2                  |
| Абсолютний мінімум, °C  | −10                   | −5                    | −2                    | 1                     | 3                     | 3                     | 11                    | 8                     | 6                     | 0                     | −5                    | −5                    | −10                   |
| Норма опадів, мм        | 148                   | 124                   | 124                   | 153                   | 130                   | 94                    | 92                    | 112                   | 115                   | 155                   | 170                   | 146                   | 1565                  |
| Днів з опадами          | 13                    | 12                    | 13                    | 14                    | 13                    | 11                    | 10                    | 10                    | 10                    | 12                    | 13                    | 12                    | 142                   |
| Днів з дощем            | 14                    | 13                    | 14                    | 16                    | 15                    | 12                    | 11                    | 11                    | 10                    | 13                    | 13                    | 13                    | 155                   |
| Днів зі снігом          | 1                     | 1                     | 0                     | 0                     | 0                     | 0                     | 0                     | 0                     | 0                     | 0                     | 0                     | 1                     | 4                     |
| Вологість повітря, %    | 75                    | 74                    | 75                    | 77                    | 79                    | 82                    | 83                    | 83                    | 79                    | 76                    | 76                    | 74                    | 78                    |
| ----------------------- | --------------------- | --------------------- | --------------------- | --------------------- | --------------------- | --------------------- | --------------------- | --------------------- | --------------------- | --------------------- | --------------------- | --------------------- | --------------------- |
| Джерело: Weatherbase    |                       |                       |                       |                       |                       |                       |                       |                       |                       |                       |                       |                       |                       |

## Пляжі
Усього в місті п'ять пляжів, три з них міські: Ля Конча, Ля Сурріола і Ондаретта, перші два розташовані в затоці Ла Конча, а третій на іншому березі річки Урумеа. Усі три входять до однієї Системи управління навколишнім середовищем, яке намагається гарантувати їх стале використання.
- Пляж Ля Конча (Playa de La Concha[es]) — один із найвідоміших міських пляжів Іспанії. Завдовжки 1350 м і завширшки в середньому 40 м. Як і на двох інших пляжах, його пісок дрібний. Тут є 38 душових кабін на відкритому повітрі, оренда навісів і пляжних шезлонгів, а також послуги роздягальні, що є рідкісним в Іспанії. На пляжі розташовані спа-центр Ля Перла. Каса Реал де Баньос і Реал Клаб Наутіко, будівлі, які разом із знаменитими перилами, елегантними ліхтарними стовпами, двома великими годинниками початку XX століття та палацом Мірамар, який знаходиться на заході, утворюють елегантний і унікальний пляж.
- Пляж Ля Сурріола (Playa de La Zurriola[es]), протяжністю 800 м, є найбільш відкритим до моря та має найсильніші хвилі, тому він став найбільш відвідуваним молоддю та серферами. У 1994 році було проведено реконструкцію пляжу, який до того часу практично не використовувався, з будівництвом хвилерізу, що зменшило небезпеку, та загальним покращенням якості піску та води. Практика нудизму на цьому пляжі дозволена з 2004 року.
- Пляж Ондаррета (Playa de Ondarreta[es]) розташований між палацом Мірамар і горою Ігуельдо. Це найменший з трьох пляжів завдовжки 600 м. На набережній, яка межує з ним, є кілька садів, у яких стоїть статуя на честь регента Марії Крістіни.
- На додаток до цих трьох пляжів, невеликий пляж, який утворюється на острові Санта-Клара на час відпливу, також придатний для використання. До нього можна дістатися на човні в літні місяці або вплав, оскільки він розташований лише за 500 м від Ондаррети.
- Є пляж Агіті на схилах Ігуельдо. Це 900-метровий гальковий пляж без нагляду та частково нудистський, до якого можна потрапити зі стежки, яка починається від кемпінгу Ігуелдо. Пляж добре відомий у світі серфінгу своїми великими хвилями.

## Транспорт
У 2010 і 2011 роках, а також через будівництво нових дорожніх інфраструктур, таких як GI-40, GI-41 і другий пояс Сан-Себастьяна, Рада провінції Гіпускоа була змушена змінити назву під'їздів і кільцевих доріг у область та столичне місто.

### Велосипедний транспорт
Велосипедна доріжка, яку також називають «бідегоррі» (що баскською означає «червона дорога», тому що це колір доріжки), є транспортним засобом, який у муніципалітеті стає все більш популярним. Мережа велосипедних доріжок у Сан-Себастьяні перевищує 56 км, і планується розширити цю мережу, поки вона не досягне достатньої протяжності, щоб можна було проїхати через усе місто. Проєкт не отримав одностайного сприйняття: окрім тих, хто його вітає, є й ті, хто його критикує, оскільки він ускладнює паркування в місті та створює конфлікти з пішоходами в деяких місцях. Мережа велосипедних доріжок досягає сусідніх муніципалітетів (Ласарте-Орія, Пасахес і Астігаррага), з'єднуючись з їхніми власними велосипедними мережами.

### Автобусний транспорт
Міський автобус є основним засобом міського громадського транспорту в Сан-Себастьяні. Цією службою з 1886 року керує трамвайна компанія Сан-Себастьяна, яка працює під комерційною назвою «d·bus».
У Сан-Себастьяні використання міського автобуса на жителя є найвищим в Іспанії з показником 153 поїздки на жителя на рік у 2015 році. Є понад 30 маршрутів, які охоплюють все місто, і автобусне таксі для розташованих високо районів, або туди, куди не можуть дістатися звичайні автобуси. У місті є 9 нічних ліній у п'ятниці та суботи, а також резервні лінії в дні футбольних і баскетбольних ігор.
Щоб дістатися до Сан-Себастьяна з інших міст провінції, є численні міжміські автобусні лінії, інтегровані в Lurraldebus, компанію, яка залежить від Департаменту мобільності та територіального планування Ради провінції Гіпускоа. Лінії з'єднують столицю з рештою провінції та іншими містами Країни Басків, такими як Більбао, Лекейтіо або Віторія. Міжміські, національні та міжнародні автобусні лінії були спрямовані на станцію Атоткса, яка розташована нижче та поруч із Північною станцією Ренфе.

### Фунікулер
Фунікулер Ігуельдо, урочисто відкритий у 1912 році, з'єднує пляж Ондаррета з парком розваг на вершині гори Ігуельдо.
Так само було побудовано сучасний фунікулер, щоб піднятися до району Аєте, який з'єднує Пасео-де-Морланс із кільцевою розв'язкою Мелоді. Проєкт також включав ліфт, який з'єднує Пасео-де-Піо-Бароха та Пасео-де-Аєте.

### Ліфти
- Аїскоррі-Семінарія: складається з двох ліфтів, які з'єднують вулиці Сараут і Аїскоррі.
- Бентаберрі: складається з двох ліфтів, які з'єднують площу Бента Беррі та вулицю Аїскоррі.
- Еріс-Семінаріо: складається з 4 ліфтів, які з'єднують вулицю Ескольта Реал, дорогу Гантцегі та набережну Еріса.
- Аєте: з'єднує набережну Морлана з набережною Піо-Бароха (площа Ласкано).
- Іру Дамацо: з'єднує однойменну площу з вулицею Ланберрі.
- Мірамон: з'єднує дві частини вулиці Мікелеті, поруч із вежами Арбіде.
- Пасео Нуево: з'єднує міський порт із Пасео Нуево в районі Акваріума.
- Мундіас-Крістіна Енеа: з'єднує алею Федеріко Гарсіа Лорки на висоті мосту Мундіас з парком Крістіна Енеа.
- Деусто-Альдунаенеа: з'єднує набережну Урумеа з університетом Деусто.
- Сагуес: з'єднує однойменний район із вулицею Сан-Блас.
- Егіа: з'єднує площу Луїса Мартіна Сантоса з проспектом Базтана та вулицею Капітаіньене.
- Аскуене: з'єднує однойменну вулицю з вулицею Хуана Карлоса Герра.
- Еррера Норте: з'єднує площу Сан-Луїс Гонзага з проспектом Алькальде-Хосе Елосегі, поруч зі станцією Еррера метро.
- Еррера Південь: з'єднує набережну Тксінгуррі з набережною Еррера, поруч зі станцією АКдіф де Еррера.
- Берртсоларі Тксірріта-Ларратксо: складається з двох ліфтів, які з'єднують Пасео Ларратксо з вулицею Берртсоларі Тксірріта.
- Леосін'єта-Ларраунді: з'єднає однойменні вулиці. Він є продовженням ескалаторів Берртсоларі Тксірріта-Ларратксо.
- Буенавіста: складається з 2 ліфтів, які з'єднують вулицю Бахо-Берра з набережною Берра.

### Ескалатори та механічні пандуси
- Сан-Роке складається з двох пандусів і двох сходових прольотів, які піднімаються лише вгору. Вони з'єднують вулиці Амара, Альто-де-Амара, Сан-Роке і Білока. Вони найстаріші в місті.
- Інтксауррондо складається з чотирьох пандусів, тільки вгору. Вони з'єднують алеї Субіаурре з вулицями Сараті та Луізіанос уздовж вулиці Лізарді.
- Ларрачо складається з трьох сходових прольотів, які ведуть лише вгору. Він з'єднує набережну Чирріта Берцоларі з набережною Ларрачо та вулицею Леосін'єта. Його продовжить Леосін'єта-Ларрраунді.

## Демографія
Динаміка населення (INE ):

## Парафії
На території муніципалітету розташовані такі населені пункти: (дані про населення за 2009 рік)
- Аньйорга: 1855 осіб
- Ігельдо: 1057 осіб
- Ландарбасо: 18 осіб
- Сан-Себастьян/Доностія: 182 127 осіб
- Субієта: 300 осіб

## Релігія
- Центр Сан-Себастьянської діоцезії Католицької церкви.

## Персоналії
- Каталіна де Ерасо (1592—1650) — жінка-конкістадор
- Андер Барренечеа Мугуруса (*2001) — іспанський футболіст.
- Анхель Сукія-Гойкоечеа (1916—2006) — кардинал, архієпископ Мадридський.
- Анхель Габілондо (1949) — іспанський міністр освіти.
- Ігор Габілондо (1979) — іспанський футболіст, півзахисник.
- Аріц Елустондо (*1994) — іспанський футболіст.
- Рамон Сайсарбіторія (1944) — баскський письменник і соціолог.
- Хосеба Сальдуа (*1992) — іспанський футболіст, правий захисник клубу «Реал Сосьєдад».
- Едуардо Чільїда (1924—2002) — іспанський скульптор.
- Мікель Ірібас (*1988) — іспанський футболіст, захисник.
- Марко Сангальї (*1992) — іспанський футболіст.
- Роберто Олабе дель Арко (*1996) — іспанський футболіст.

## Галерея зображень

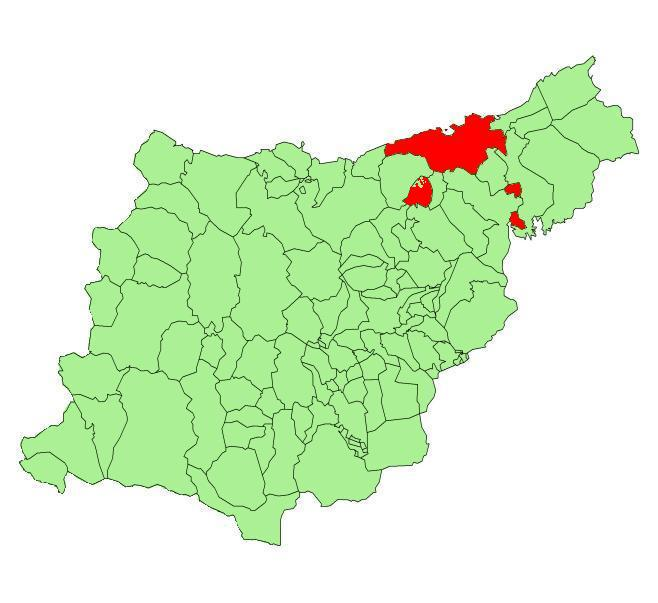
Розташування муніципалітету
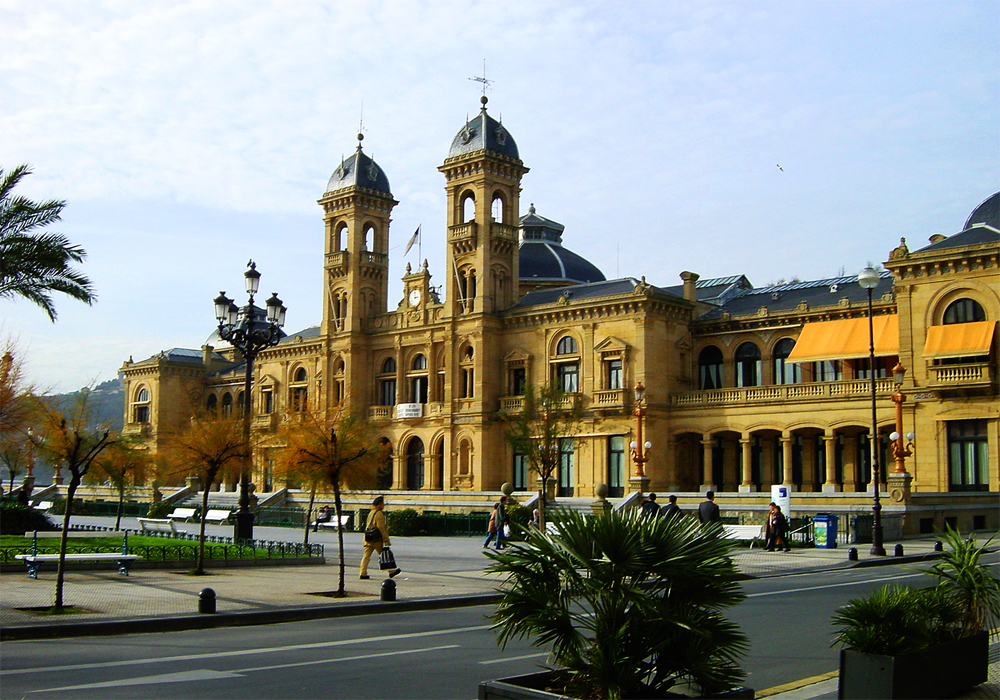
Муніципальна рада
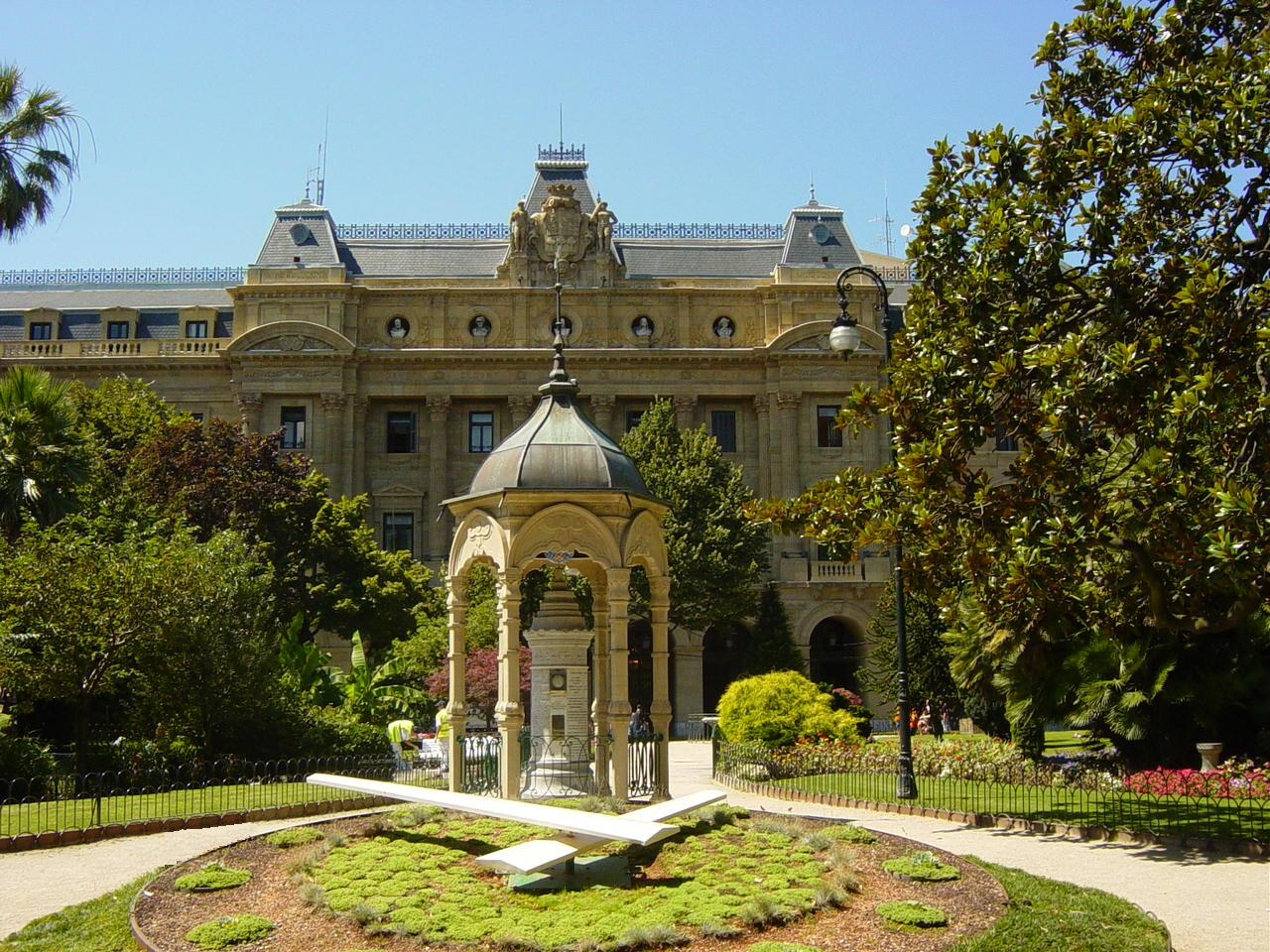
Провінційна рада Гіпускоа
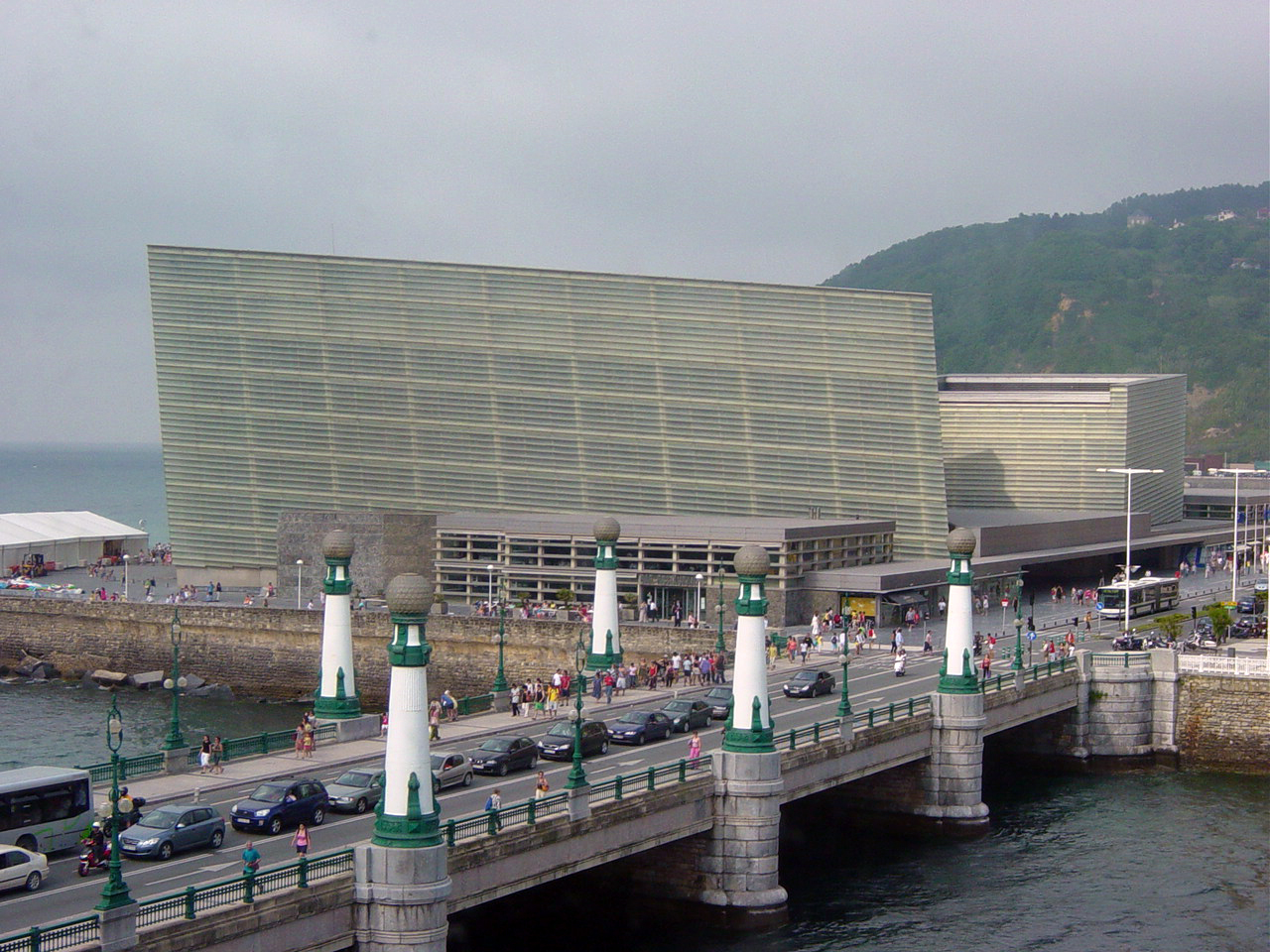
Палац Курзаал
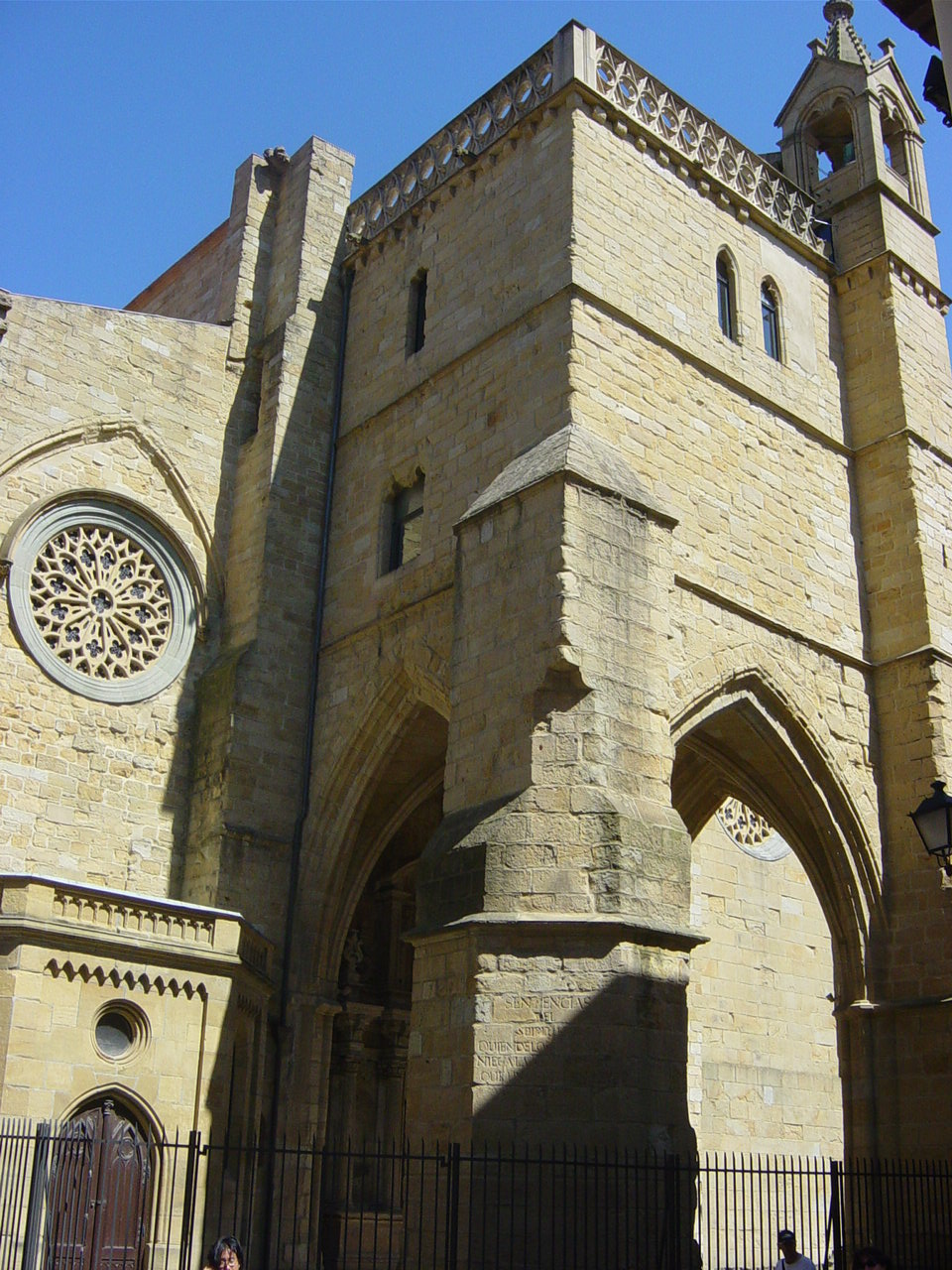
Церква Сан-Вісенте
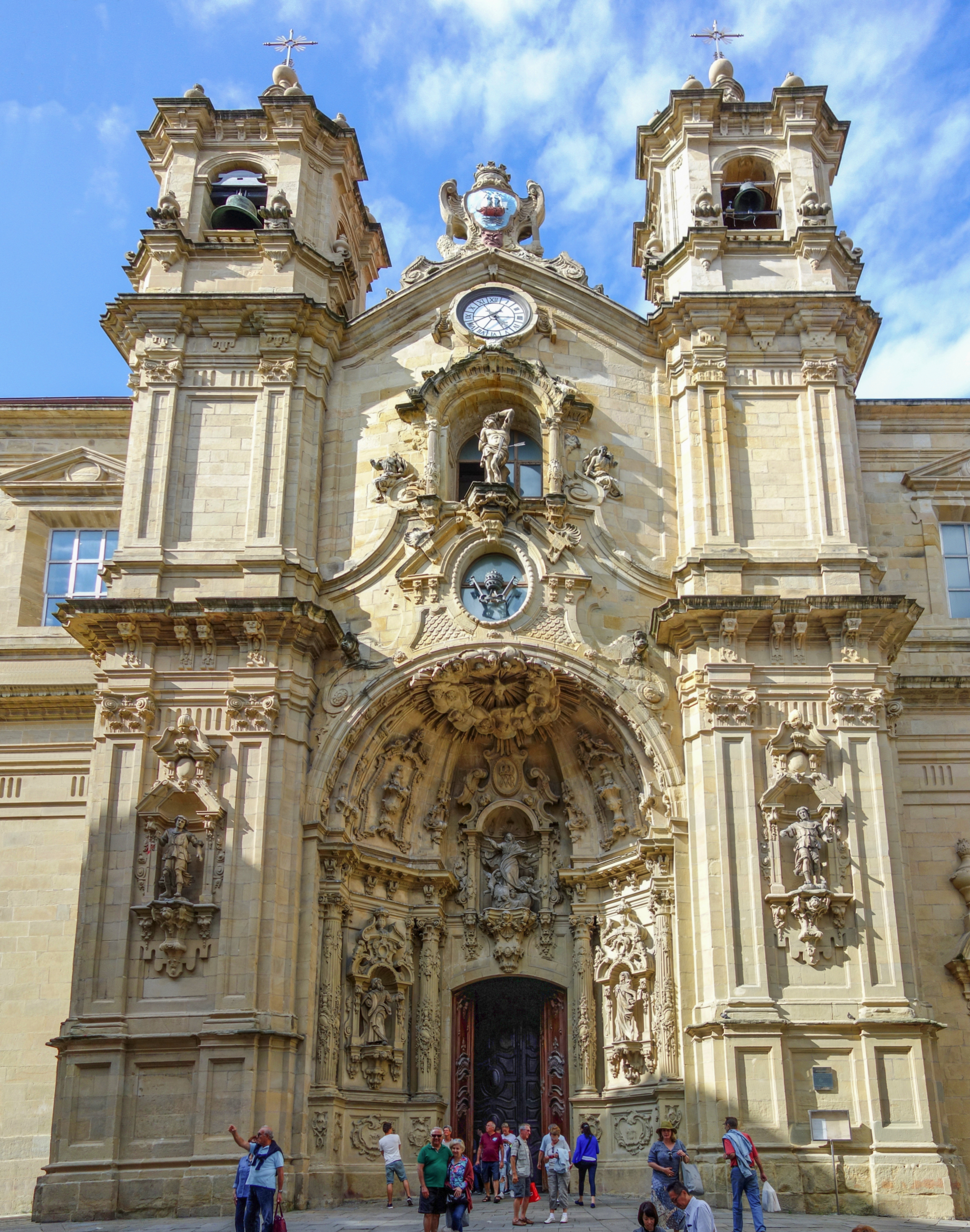
Базиліка Санта-Марія (XVIII століття)
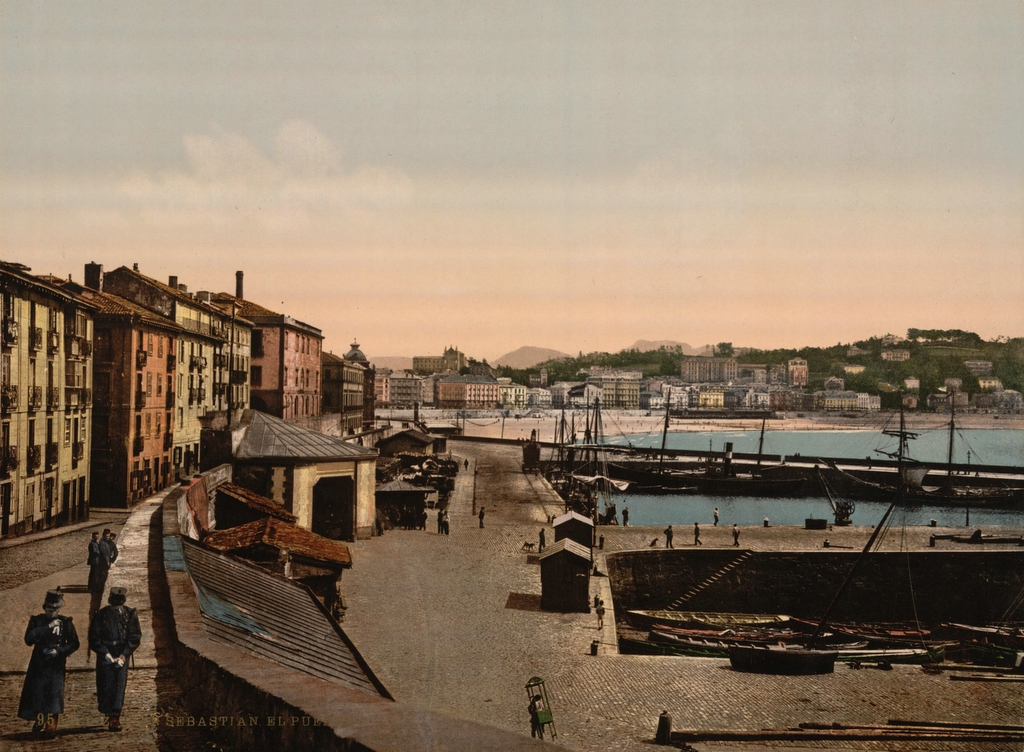
Порт Сан-Себастьяна в 1890 році
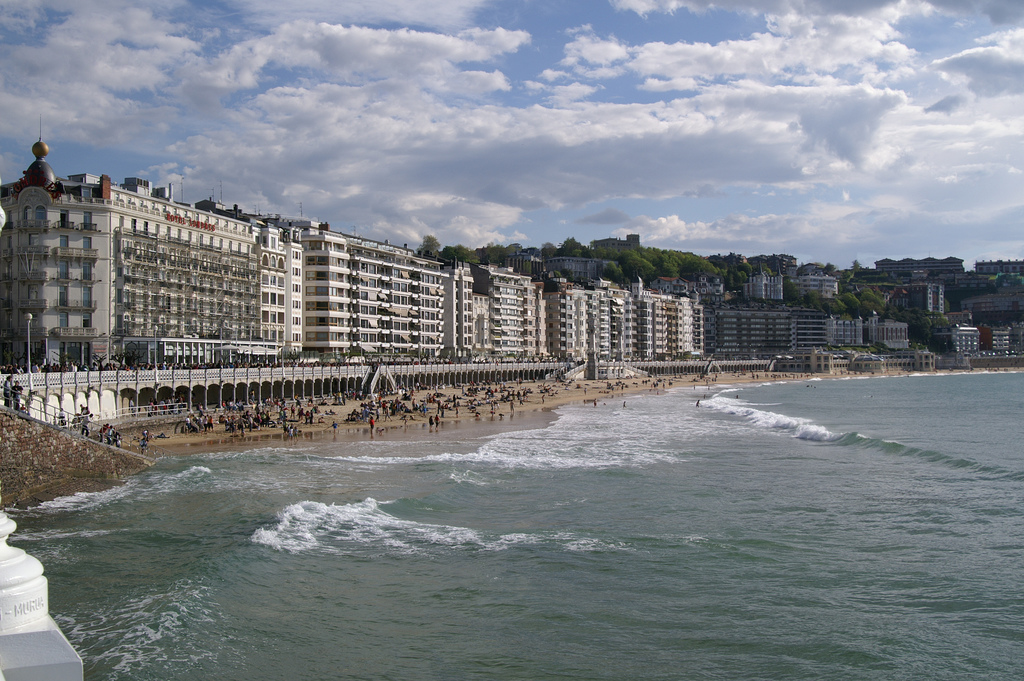
Пляж Ля Конча, площа якого сильно змінюється в залежності від припливів і відливів
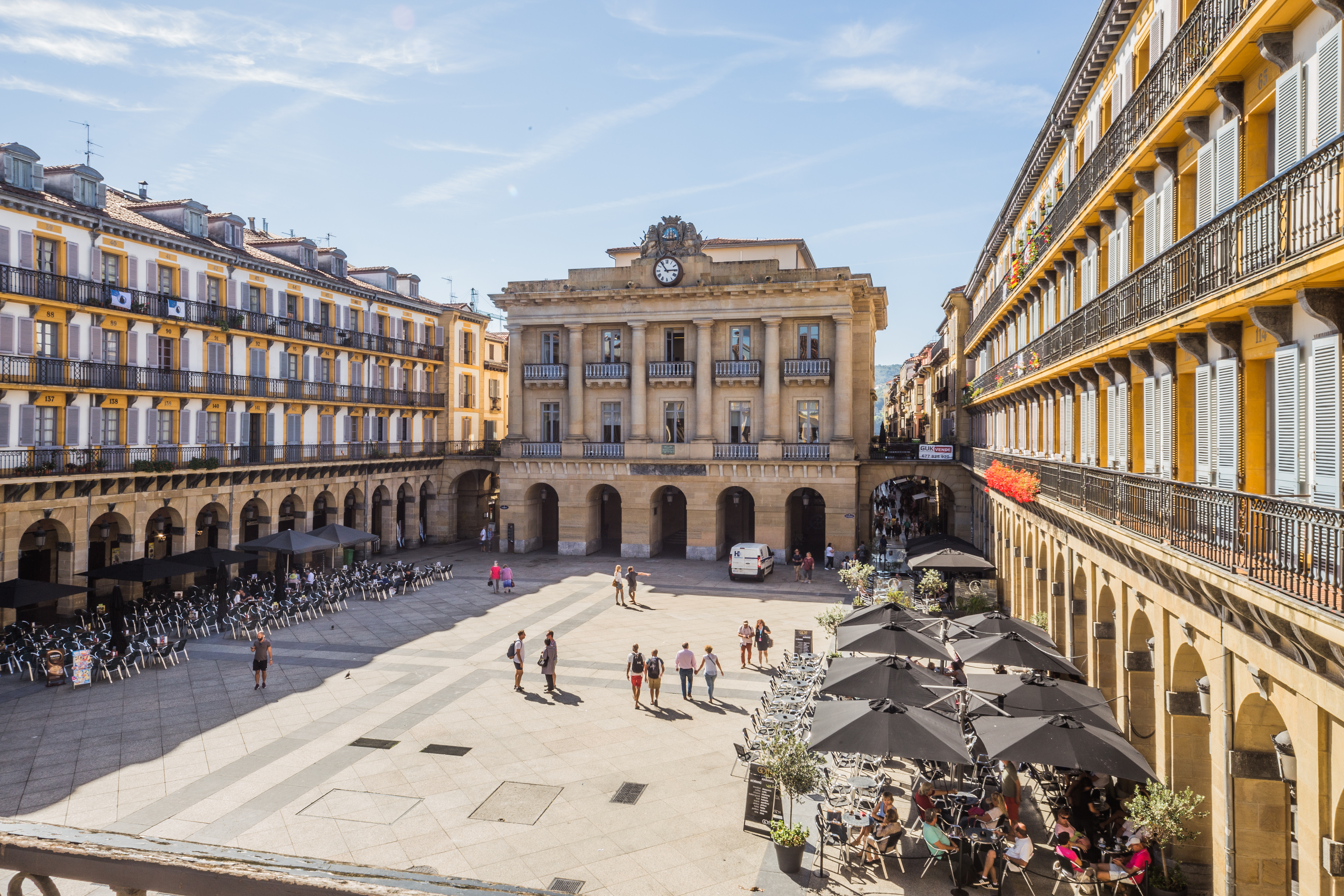
Площа Конституції у місті Сан-Себастьян
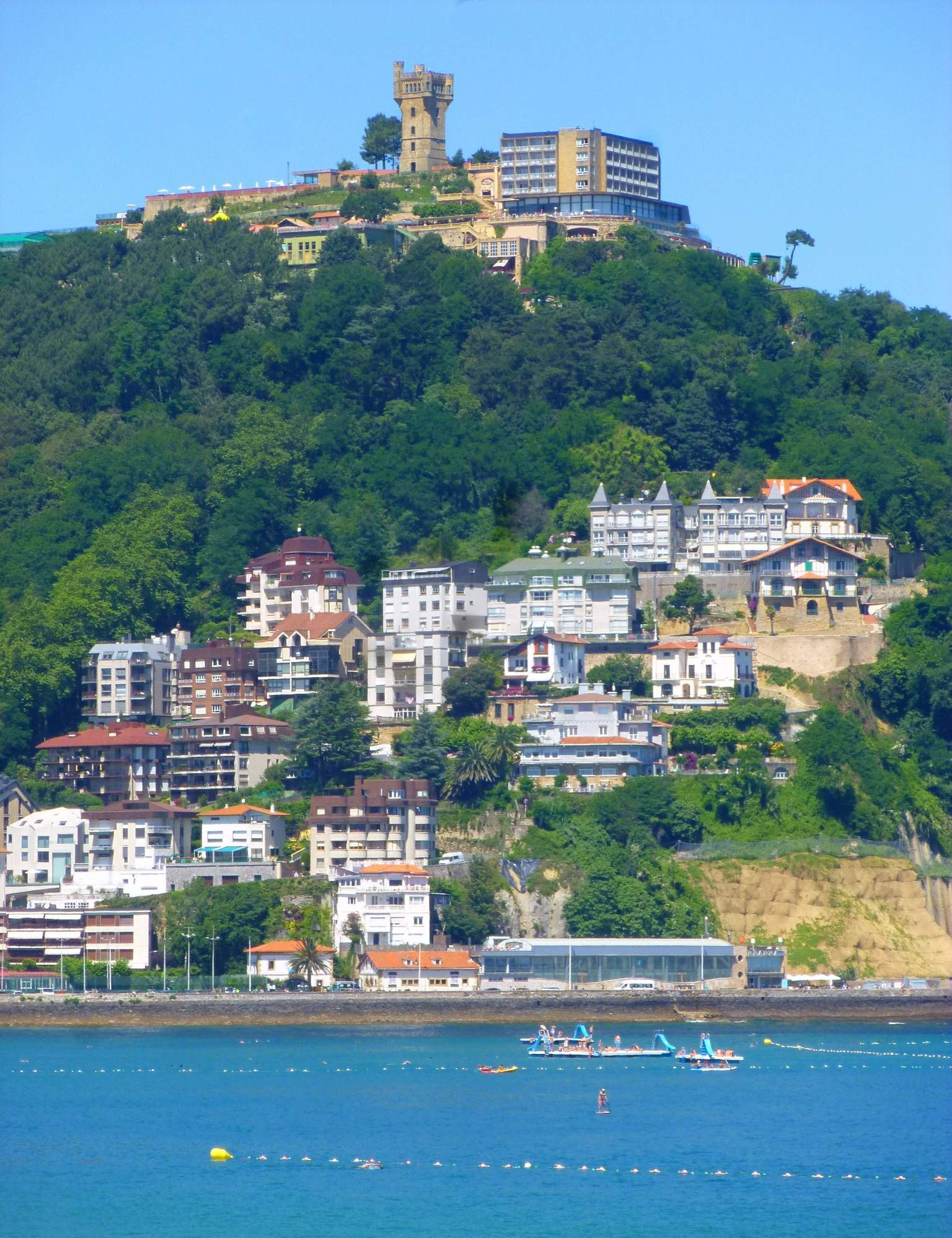
Монте-Ігельдо

## Міста-побратими
- Вісбаден (Німеччина)
- Маруґаме (Японія)
- Буждур, система таборів для біженців у провінції Тіндуф (Західна Сахара)
- Плімут (Англія)
- Ріно (США)
- Тренто (Італія)